# سریل کلیفورد ادیسون
سریل کلیفورد ادیسون (انگلیسی: Cyril Clifford Addison؛ ۲۸ نوامبر ۱۹۱۳ – ۱ آوریل ۱۹۹۴) یک شیمی‌دان در زمینه شیمی معدنی اهل بریتانیا بود. وی همچنین از اعضای انجمن سلطنتی بریتانیا بود.